# James Couttet
James Édouard Couttet (ur. 18 lipca 1921 w Chamonix, zm. 13 listopada 1997 tamże) – francuski narciarz alpejski i skoczek narciarski, dwukrotny medalista olimpijski oraz pięciokrotny medalista mistrzostw świata w narciarstwie alpejskim.

## Kariera
Pierwszy sukces w karierze osiągnął w 1938, kiedy podczas mistrzostw świata w narciarstwie alpejskim w Engelbergu zwyciężył w biegu zjazdowym. Pozostałe miejsca na podium tych zawodów zajęli: Émile Allais oraz Hellmut Lantschner. Couttet wyprzedził Allaisa o dwie sekundy, a Lantschnera o ponad sześć sekund. Rok później wystąpił na mistrzostwach świata w narciarstwie klasycznym w Zakopanem, zajmując 29. miejsce w konkursie skoków narciarskich. Jego karierę przerwała II wojna światowa.
Po zakończeniu wojny zdobył dwa tytuły mistrza Francji w 1946, wygrywając w zjeździe i slalomie. W 1948 wystąpił na igrzyskach olimpijskich w Sankt Moritz, zdobywając dwa medale. W pierwszym występie, biegu zjazdowym, zajął trzynaste miejsce, tracąc do podium siedem sekund. Następnie zdobył brązowy medal w kombinacji alpejskiej, przegrywając tylko z Henrim Oreillerem i Karlem Molitorem. W zjeździe do kombinacji zajął ósme miejsce, jednak w slalomie uzyskał najlepszy wynik, co dało mu awans na podium. Couttet zdobył też srebrny medal w slalomie, rozdzielając na podium Ediego Reinaltera i Henriego Oreillera. W pierwszym przejeździe był drugi, a w drugim uzyskał czwarty wynik, w efekcie plasując się pół sekundy za Reinalterem. Na tych samych igrzyskach wystąpił także w konkursie skoków narciarskich, zajmując 25. miejsce wśród 49 zawodników. W tym samym roku zdobył także tytuł mistrza kraju w zjeździe. Kolejne dwa medale wywalczył na rozgrywanych dwa lata później mistrzostwach świata w narciarstwie alpejskim w Aspen. W slalomie zajął drugie miejsce, o 1,3 sekundy za Zeno Colò, a o 0,6 sekundy przed Egonem Schöpfem. Cztery dni wcześniej zdobył brązowy medal w gigancie, ulegając tylko Zeno Colò i Fernandowi Grosjeanowi.
W 1952 startował na igrzyskach olimpijskich w Oslo, najlepszy wynik osiągając w slalomie, który ukończył na szóstej pozycji. Ponadto w zjeździe był jedenasty, a rywalizację w gigancie zakończył na czternastej pozycji. Brał także udział w mistrzostwach świata w narciarstwie alpejskim w Åre w 1954, gdzie zajął piąte miejsce w kombinacji, tracąc do podium blisko pięć punktów. Ponadto Francuz wielokrotnie wygrywał zawody Arlberg-Kandahar: zjazd w Mürren w 1939 roku, kombinację w Mürren w 1947, zjazd i kombinację w Chamonix w 1948 oraz zjazd, slalom i kombinację w Mürren w 1950. W 1955 zakończył karierę.
Po zakończeniu kariery został trenerem. Prowadził między innymi reprezentację Francji podczas igrzysk olimpijskich w Cortina d’Ampezzo. Pracował także przy projektowaniu wyciągów narciarskich.
Jego żoną była reprezentantka Francji w narciarstwie alpejskim, Lucienne Schmith.

## Osiągnięcia w narciarstwie alpejskim

### Igrzyska olimpijskie
| Miejsce | Dzień     | Rok  | Miejscowość  | Konkurencja | Czas biegu | Strata    | Zwycięzca        |
| ------- | --------- | ---- | ------------ | ----------- | ---------- | --------- | ---------------- |
| 13.     | 2 lutego  | 1948 | Sankt Moritz | Zjazd       | 2:55,0     | +12,3     | Henri Oreiller   |
| 3.      | 4 lutego  | 1948 | Sankt Moritz | Kombinacja  | 3,27 pkt   | +3,68 pkt | Henri Oreiller   |
| 2.      | 5 lutego  | 1948 | Sankt Moritz | Slalom      | 2:10,3     | +0,5      | Edy Reinalter    |
| 14.     | 15 lutego | 1952 | Oslo         | Gigant      | 2:25,0     | +9,9      | Stein Eriksen    |
| 11.     | 16 lutego | 1952 | Oslo         | Zjazd       | 2:30,8     | +7,9      | Zeno Colò        |
| 6.      | 19 lutego | 1952 | Oslo         | Slalom      | 2:00,0     | +2,8      | Othmar Schneider |

### Mistrzostwa świata
| Miejsce | Dzień     | Rok  | Miejscowość  | Konkurencja | Czas biegu | Strata     | Zwycięzca          |
| ------- | --------- | ---- | ------------ | ----------- | ---------- | ---------- | ------------------ |
| 1.      | 5 marca   | 1938 | Engelberg    | Zjazd       | 3:17,8     | -          | -                  |
| 35.     | 6 marca   | 1938 | Engelberg    | Slalom      | 3:03,4     | +1:01,5    | Rudolf Rominger    |
| 12.     | 6 marca   | 1938 | Engelberg    | Kombinacja  | 331 pkt    | +38 pkt    | Émile Allais       |
| 10.     | 12 lutego | 1939 | Zakopane     | Zjazd       | 3:26,88    | +17,11     | Hellmut Lantschner |
| 22.     | 14 lutego | 1939 | Zakopane     | Slalom      | 2:01,6     | +58,6      | Rudolf Rominger    |
| 17.     | 14 lutego | 1939 | Zakopane     | Kombinacja  | 345,8 pkt  | +76,4 pkt  | Josef Jennewein    |
| 13.     | 2 lutego  | 1948 | Sankt Moritz | Zjazd       | 2:55,0     | +12,3      | Henri Oreiller     |
| 3.      | 4 lutego  | 1948 | Sankt Moritz | Kombinacja  | 3,27 pkt   | +3,68 pkt  | Henri Oreiller     |
| 2.      | 5 lutego  | 1948 | Sankt Moritz | Slalom      | 2:10,3     | +0,5       | Edy Reinalter      |
| 3.      | 14 lutego | 1950 | Aspen        | Gigant      | 1:54,4     | +0,9       | Zeno Colò          |
| 5.      | 16 lutego | 1950 | Aspen        | Slalom      | 2:06,4     | +2,6       | Georges Schneider  |
| 2.      | 18 lutego | 1950 | Aspen        | Zjazd       | 2:34,4     | +1,3       | Zeno Colò          |
| 14.     | 15 lutego | 1952 | Oslo         | Gigant      | 2:25,0     | +9,9       | Stein Eriksen      |
| 11.     | 16 lutego | 1952 | Oslo         | Zjazd       | 2:30,8     | +7,9       | Zeno Colò          |
| 6.      | 19 lutego | 1952 | Oslo         | Slalom      | 2:00,0     | +2,8       | Othmar Schneider   |
| 11.     | 1 marca   | 1954 | Åre          | Slalom      | 2:20,06    | +9,89      | Stein Eriksen      |
| 8.      | 3 marca   | 1954 | Åre          | Gigant      | 1:52,5     | +3,9       | Stein Eriksen      |
| 20.     | 7 marca   | 1954 | Åre          | Zjazd       | 1:59,6     | +11,5      | Christian Pravda   |
| 5.      | 7 marca   | 1954 | Åre          | Kombinacja  | 4,08 pkt   | +12,24 pkt | Stein Eriksen      |

## Osiągnięcia w skokach narciarskich

### Igrzyska olimpijskie
| Miejsce | Dzień    | Rok  | Miejscowość  | Konkurs                         | Wynik     | Strata   | Zwycięzca      |
| ------- | -------- | ---- | ------------ | ------------------------------- | --------- | -------- | -------------- |
| 25.     | 7 lutego | 1948 | Sankt Moritz | Skocznia normalna indywidualnie | 225,1 pkt | -3,0 pkt | Petter Hugsted |

### Mistrzostwa świata
| Miejsce | Dzień     | Rok  | Miejscowość  | Konkurs                         | Wynik     | Strata     | Zwycięzca      |
| ------- | --------- | ---- | ------------ | ------------------------------- | --------- | ---------- | -------------- |
| 29.     | 11 lutego | 1939 | Zakopane     | Duża normalna indywidualnie     | 224,7 pkt | -102,4 pkt | Sepp Bradl     |
| 25.     | 7 lutego  | 1948 | Sankt Moritz | Skocznia normalna indywidualnie | 225,1 pkt | -33,8 pkt  | Petter Hugsted |